# Ryan Callahan
Ryan Callahan (nacido el 21 de marzo de 1985 en Rochester, Nueva York) es un jugador estadounidense de hockey sobre hielo que juega en los New York Rangers de la NHL.

## Carrera
Comenzó su carrera en 2002 con el equipo de Guelph Storm en la OHL. Fue seleccionado en la 4ª ronda (puesto 127) del draft de 2004 de la NHL por los New York Rangers. Desde 2006 ha ido alternando entre los equipos de Hartford Wolf Pack de la AHL y los New York Rangers.En la temporada 2011-2012 fue nombrado capitán del equipo.

## Estadísticas
| 2000-2001   | Syracuse Crunch Jr. | OPJHL       | 3   | 4  | 2  | 6  | 0   | -  | -  | -  | -  | -  |
| 2001-2002   | Buffalo Lightning   | OPJHL       | 47  | 13 | 23 | 36 | 75  | -  | -  | -  | -  | -  |
| 2002-2003   | Guelph Storm        | OHL         | 59  | 14 | 17 | 31 | 47  | 11 | 0  | 3  | 3  | 2  |
| 2003-2004   | Guelph Storm        | OHL         | 68  | 36 | 32 | 68 | 86  | 22 | 13 | 8  | 21 | 20 |
| 2004-2005   | Guelph Storm        | OHL         | 60  | 28 | 26 | 54 | 108 | 4  | 1  | 1  | 2  | 6  |
| 2005-2006   | Guelph Storm        | OHL         | 62  | 52 | 32 | 84 | 126 | 13 | 7  | 17 | 24 | 20 |
| 2006-2007   | Hartford Wolf Pack  | AHL         | 60  | 35 | 20 | 55 | 74  | -  | -  | -  | -  | -  |
| 2006-2007   | New York Rangers    | NHL         | 14  | 4  | 2  | 6  | 9   | 10 | 2  | 1  | 3  | 6  |
| 2007-2008   | New York Rangers    | NHL         | 52  | 8  | 5  | 13 | 31  | 10 | 2  | 2  | 4  | 10 |
| 2007-2008   | Hartford Wolf Pack  | AHL         | 11  | 7  | 8  | 15 | 27  | -  | -  | -  | -  | -  |
| [2008-2009  | New York Rangers    | NHL         | 81  | 22 | 18 | 40 | 45  | 7  | 2  | 0  | 2  | 4  |
| Totales NHL | Totales NHL         | Totales NHL | 147 | 34 | 25 | 59 | 85  | 27 | 6  | 3  | 9  | 20 |